# أنتوني ماديسون
أنتوني ماديسون (بالإنجليزية: Anthony Madison)‏ هو لاعب كرة قدم أمريكية أمريكي، ولد في 8 أكتوبر 1981 في توماسفيل في الولايات المتحدة.

## وصلات خارجية
- أنتوني ماديسون على موقع مرجع كرة القدم المحترفة.كوم (الإنجليزية)